# Campamento de Jabalia
El campamento de Jabalia (en árabe: مخيّم جباليا‎: مخيّم جباليا) es un campo de refugiados palestino situado a 3 kilómetros (1.9 mi) al norte de Jabalia, cerca de la frontera israelí. El campamento de refugiados está en la Gobernación de Gaza del Norte, en la Franja de Gaza. Según la Oficina Central de Estadísticas de Palestina, el campamento tenía una población de 93 455 personas a mediados del 2006. Según datos de la Agencia de Naciones Unidas para los Refugiados de Palestina en Oriente Próximo (UNRWA), 107 590 refugiados vivían en el campamento de Jabalia y otros 87 659 fuera de él a fecha de mayo de 2013, un 18,19% de la población total de refugiados en la Franja de Gaza, lo que lo convierte en el mayor campamento de refugiados del Estado de Palestina. Su superficie es solamente de 1,4 km², haciéndolo uno de los lugares más densamente poblados del mundo. A lo largo de la guerra de Gaza, el ejército israelí ha convertido el campamento en «un irreconocible erial de escombros».

## Historia
El 29 de noviembre de 1947, la Asamblea General de las Naciones Unidas aprobó la resolución 181, más conocida como el Plan de Partición de Palestina, que impulsaba la creación de un estado judío y uno árabe en el territorio del Mandato Británico de Palestina. Como consecuencia del avance de las tropas judías antes y durante la guerra árabe-israelí de 1948, unos 700.000 palestinos fueron expulsados o huyeron de sus hogares. A la conclusión de la guerra, Israel les negó el derecho de retorno, por lo que Naciones Unidas decidió crear la Agencia de Naciones Unidas para los Refugiados de Palestina en Oriente Próximo (UNRWA) y una serie de campamentos de refugiados en la Franja de Gaza, Cisjordania, Líbano, Siria y Jordania.
El campamento de Jabalia se creó en 1948 para dar cobijo a unos 35 000 refugiados palestinos, principalmente en el sur de Palestina. 
La Primera Intifada comenzó con un incidente en el campamento de refugiados de Jabalia. El 8 de diciembre de 1987, un vehículo que transportaba trabajadores de este campamento fue embestido por un camión militar israelí, causando la muerte de cuatro personas e hiriendo a varias más. En las manifestaciones a raíz de estas muertes, un joven palestino de 17 años, Hatem Abu Sisi, fue asesinado por soldados israelíes.
El 22 de octubre del año 2000, Wael Mahmoud Imad al-Nasheet, un niño de 12 años, murió por el impacto de una bala de goma del ejército israelí cuando participaba en una manifestación cerca de la zona industrial de Erez. El 11 de noviembre de ese mismo año, el ejército israelí mató de un disparo en el pecho a Musa Ibrahim Musa al-Dibs y a Basel Hussein abu-Qamer, ambos de 15 años, durante una manifestación en el mismo lugar. También Mahmoud Khaled Hasan abu-Shehadeh, el 29 de marzo de 2001, y Muhammad Jihad Abed-Rabo abu-Jaser, el 15 de mayo de 2001, murieron de disparos en el pecho durante sendas manifestaciones frente a la zona industrial de Erez. Mahmoud tenía 16 años y Muhammad 17. El 26 de agosto de ese mismo año, un bombardeo israelí cerca de la valla de separación acabó con la vida de Ibrahim Muhammad Hasan Sharaf, de 17 años. El 3 de octubre, Ibrahim Nizar Abdul-Khader Rayan, de 17 años, murió por fuego israelí durante un enfrentamiento armado.
El 4 de febrero de 2002, un misil lanzado desde un helicóptero israelí destruyó una fábrica metalúrgica en el campamento de Jabalia. El 2 de marzo, un niño de 9 años llamado Inas Ibrahim Eisa Saleh moría de las heridas causadas por un bombardeo selectivo israelí realizado el 19 de febrero. El 25 de marzo, Mahmoud Muhammad Musa abu-Yasin, de 13 años, falleció por las heridas de bala en el estómago que recibió durante un entierro dos semanas antes. También en marzo de 2002, el ejército israelí entró en el campamento de refugiados en busca de presuntos terroristas, causando la muerte de 17 palestinos y la destrucción de dos talleres de chatarra. El 18 de octubre de 2002, en el transcurso de un enfrentamiento armado cerca del asentamiento de Dugit, un proyectil de tanque mató al joven de 17 años Karam Muhammad Mustafa abu-Obeid. El 24 de diciembre de este mismo año, un niño de 14 años llamado Muhammad Faqri Mubarak Buraik moría por las heridas sufridas en el pecho durante un bombardeo israelí.
Durante 2003, al menos 17 menores de edad originarios del campamento de refugiados de Jabalia murieron en el contexto de la Segunda Intifada. El 1 de enero, un tanque israelí mató a Jihad Juma Abed y Tariq Ziad Dawas, ambos de 15 años, frente al asentamiento israelí de Alei Sinai. Sabrine Muhammad Salama, de 14 años, murió por la explosión de una bomba israelí el 27 de enero. El 23 de febrero, en el transcurso de una incursión israelí en el campamento de Jabalia, Ahmad Eid Muhammad Afana, de 16 años, y Muhammad Ramadan Yousef al-Kahlut, de 15 años, morían por disparos israelíes en el muslo y en el pecho, respectivamente. Cuatro jóvenes más morían durante una incursión israelí el 6 de marzoː Muhammad Jamal Muhsin (de 14 años), Tariq Maher Ahmad al-Najjar (de 14 años, murió mientras visitaba una carpintería), Hamza Jebril Qarmout (de 17 años) y Thaer Jaber Atiya Rihan (de 14 años). El 8 de abril, Anas Jihad al-Kahlout, de 12 años, moría por un disparo en la cabeza efectuado por el ejército israelí, mientras que el 7 de mayo Ahmad Isam Muhammad Joudah, de 16 años, moría también de un disparo en la cabeza. El 15 de mayo, en el transcurso de una invasión israelí de la localidad palestina de Bait Hanun, moría abatido de un disparo en la cabeza Abdul-Qader Ali Abul-Kas, de 16 años. Tres días después, el 18 de mayo, Ziad Khaled Nasr, de 16 años, moría durante una incursión israelí en el campamento de Jabalia. El 10 de junio de 2003, cuatro palestinos murieron y otros 32 resultaron heridos por un ataque de helicópteros israelíes. El 11 de junio de 2003, un ataque de tanques y helicópteros israelíes en represalia por un ataque previo de Hamás causó tres muertos y una veintena de heridos. El 26 de agosto, Said Muhammad Niroukh (17 años) moría a consecuencia del impacto del misil de un helicóptero israelí durante un "asesinato selectivo"; un día después moriría Muhammad Ibrahim Balousha, también de 17 años, de las heridas sufridas en el mismo ataque. Este mismo ataque causó la muerte de Sana Jamil al-Daour, una niña de 9 años, que acabó falleciendo el 2 de septiembre de las heridas recibidas en cabeza y cuello. El 6 de septiembre de 2003, Muhammad Abdallah Shahdeh Abul-Husna, de 17 años, moría víctima de disparos israelíes.

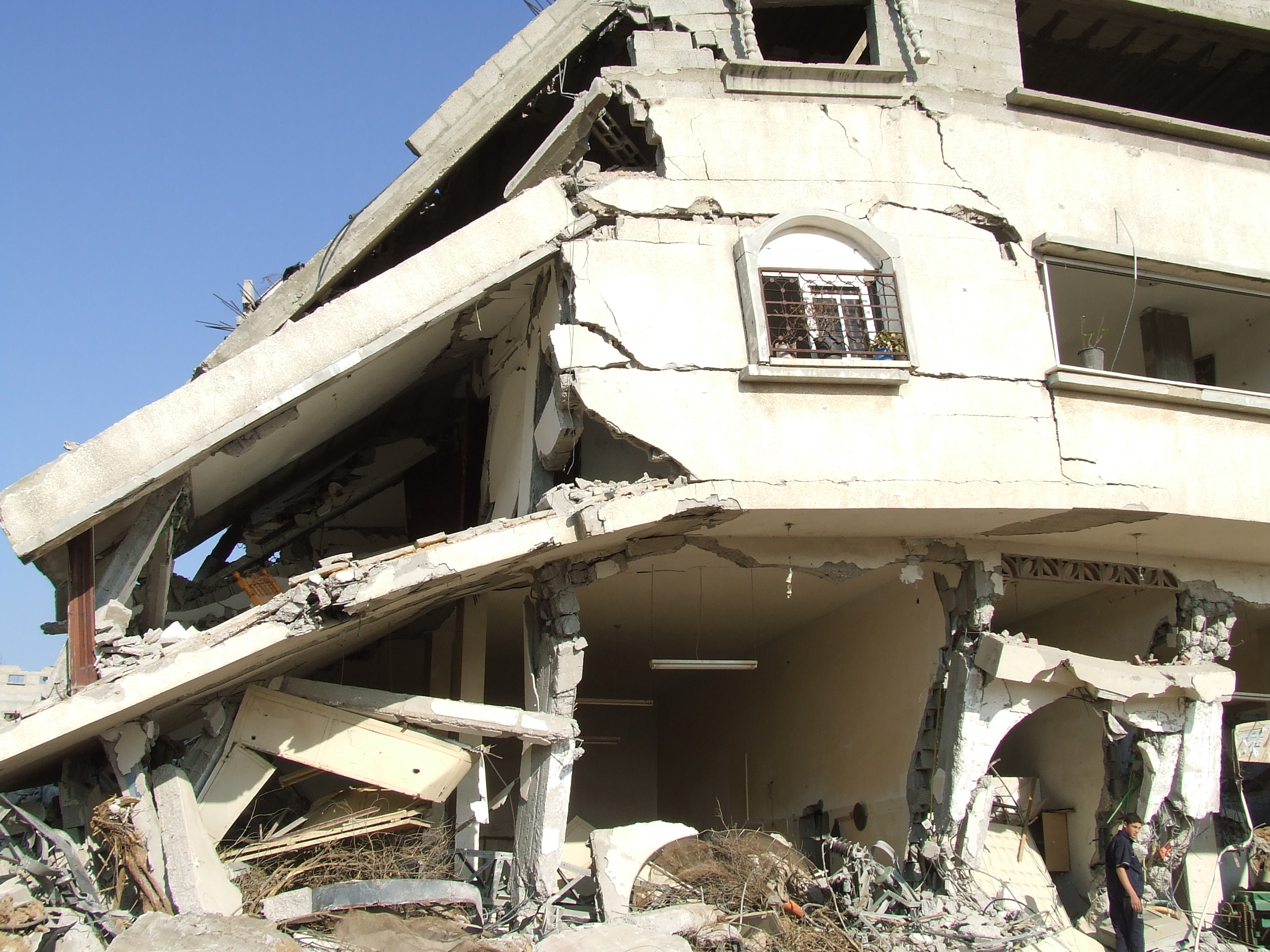
Edificio destrozado en Jabalia

En 2004 fueron 24 los menores de edad del campamento de refugiados de Jabalia que murieron por fuego israelí. Muhsin Haidar Muhammad al-Daour murió el 22 de enero de un disparo en la cabeza cuando cazaba pájaros cerca de la valla fronteriza. Tenía 11 años. Ibrahim Bashir Ismael Rian, de 17 años, murió el 20 de abril por disparos del ejército israelí durante una incursión en Jabalia. Dos días después, Asma Ali abu-Qaliq, de tan solo 4 años, moría por inhalación del gas lacrimógeno lanzado por el ejército israelí. El 26 de abril moría Musa Ibrahim al-Muqayed, de 14 años, por un disparo en la espalda de un francotirador israelí mientras jugaba con sus amigos cerca del asentamiento de Nisanit. Un niño de nueve años, Ihab Abdul-Karim Ahmad Shatat, murió el 3 de julio por el disparo de un tanque israelí cuando iba caminando hacia una tienda de comestibles. El 4 de agosto moría Ali Abdul-Rahim Ashraf abu-Alba, de 12 años, por disparos en el abdomen de un helicóptero israelí durante una incursión en el campo. Munir Anwar Muhammad al-Daqs, de 9 años, murió por el disparo de un tanque israelí cuando se encontraba en su casa durante una incursión que tuvo lugar el 9 de septiembre de 2004. Un día después moría Abdallah Hisham Ashour Nasr al-Zein, de 16 años, a raíz de un bombardeo israelí. El 29 de septiembre, Said Muhammad Hidu Abul-Eish, de 14 años, murió de un disparo en el pecho mientras arrojaba piedras a los soldados israelíes durante una incursión. Ese mismo día también moría Ahmad Ibrahim Abdul-Fatah Madi, de 14 años, aplastado por una torreta eléctrica derribada por las fuerzas de seguridad israelíes en Beit Lahia, y un día después Muhammad Abdul-Salam Shalha, de 16 años, y Muhammad Khaled Rihan, de 15 años, por un disparo de tanque. El 30 de septiembre morían también Muhammad Rifat Ahmad Rihan, de 14 años; Motaz Abdul-Malek Muhammad al-Bakri, de 17 años; y Ahmad Adnan Yehya al-Biri, de 16 años, en un bombardeo cercano a una escuela de la ONU. Por otro lado, también el 30 de septiembre, aunque en un bombardeo distinto, morían Diyaldeen Ahmad Ismael al-Kahlout (16 años), Tamer Abdul-Aziz Nihad abul-Shakyan (14 años) y Mahmoud Muin Mahmoud al-Madhun (de 17 años). El 3 de octubre falleció por las heridas recibidas el día anterior Muhammad Thiab Shahadeh al-Najjar, de 14 años. Le había disparado un tanque a la salida de su casa. Ese mismo día murieron Saber Ibrahim Iyad Asaliya (12 años), de un disparo en la espalda mientras huía de las tropas israelíes en una incursión, y Nidal Muhsin Mahmoud al-Madhoun (15 años), de un disparo en el corazón. Al día siguiente, 4 de octubre, moría Islam Maher Fawzi al-Dweidar por un disparo de tanque sobre su casa. Tenía 15 años. El 7 de octubre, tras un bombardeo sobre un polideportivo, murió Raed Ziad Ahmad abu-Zayd, de 15 años. También ese día moría Muhammad Tuhami Yousef abu-Seif, de 15 años, por las heridas sufridas el 1 de octubre por un proyectil de tanque.

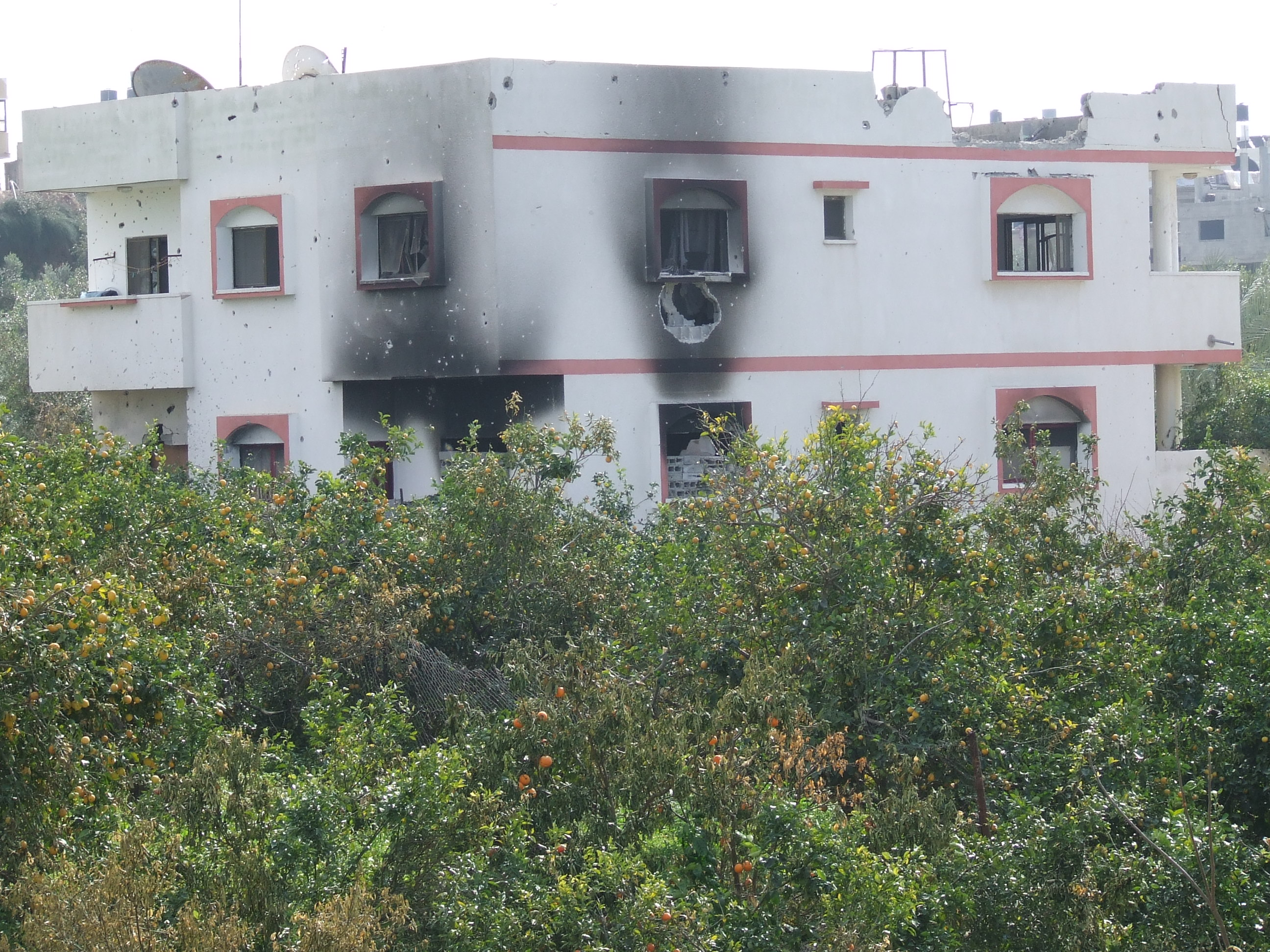
Casas atacadas en el campamento de Jabalia

Muhanad Muhammad Abdul-Rahman al-Mansi, de 17 años, murió el 14 de enero de 2005 en un enfrentamiento armado contra tropas israelíes en el control de seguridad de Karni. El 27 de octubre, Rami Riyad Ayman Assaf, también de 17 años, así como Karam Muhammad Muhammad abu-Naji y su primo Saleh Said Muhammad abu-Naji, ambos de 15 años, morían como víctimas colaterales de un misil lanzado desde un dron en un asesinato selectivo israelí. Durante el siguiente año, 2006, al menos 8 menores de edad del campamento de Jabalia murieron por ataques israelíes. El 9 de febrero de 2006, un joven de 17 año llamado Marwan Ahmad Salman Amar moría por disparos del ejército israelí tras una protesta en el control de seguridad de Erez. Anas Khaled Abdul-Salam Zamlat, de 11 años, moría el 27 de julio a causa de las heridas causadas el día anterior por el disparo de un tanque israelí. Los hermanos Anwar y Hamam Abdul-Ghani Muhammad Hamdan (de 16 y 13 años, respectivamente) murieron el 29 de septiembre por el impacto de un misil israelí cuando paseaban con sus bicicletas cerca de una zona de lanzamientos de cohetes abandonada. El 2 de noviembre, un misil israelí mató a Muhammad Samir Husseini Mahmoud, de 17 años, cuando administraba primeros auxilios a una víctima de un asesinato selectivo israelí. Un día después, otro asesinato selectivo causó la muerte de Raed Ali al-Majid Yasin, de 15 años. Tres días después, el 3 de noviembre, Ramzi Mowafaq al-Shrafi (16 años) moría por el impacto de un misil israelí mientras se dirigía a la escuela. El 2 de diciembre, un niño de 10 años llamado Ayman Abdul Qader abu-Mahdi moría por las heridas recibidas una semana antes mientras jugaba cerca de su casa.
El 6 de abril de 2007, una joven de 17 años, Tahrir Hisham Abul-Jedian, moría de las heridas recibidas dos años y medio atrás cuando, estando en su casa, recibió el impacto de fuego israelí durante una incursión en el campamento de Jabalia. Hatem Mahdi Muhammad Hamid, de 17 años, murió cuando caminaba por el cementerio de Jabalia por el impacto de un misil israelí el 19 de mayo de 2007. El 1 de junio de este mismo año, dos amigos de 14 años, Zaher Jaber Muhammad al-Majdalawi y Ahmad Sabri Abu-Zbaida, murieron por disparos del ejército israelí cuando volaban sus cometas cerca de la playa de Beit Lahia. El 4 de noviembre de 2007, mientras trabajaba como guardia de seguridad de una fábrica, un helicóptero israelí mató a Ashraf Zaher Salman al-Er, de 17 años.

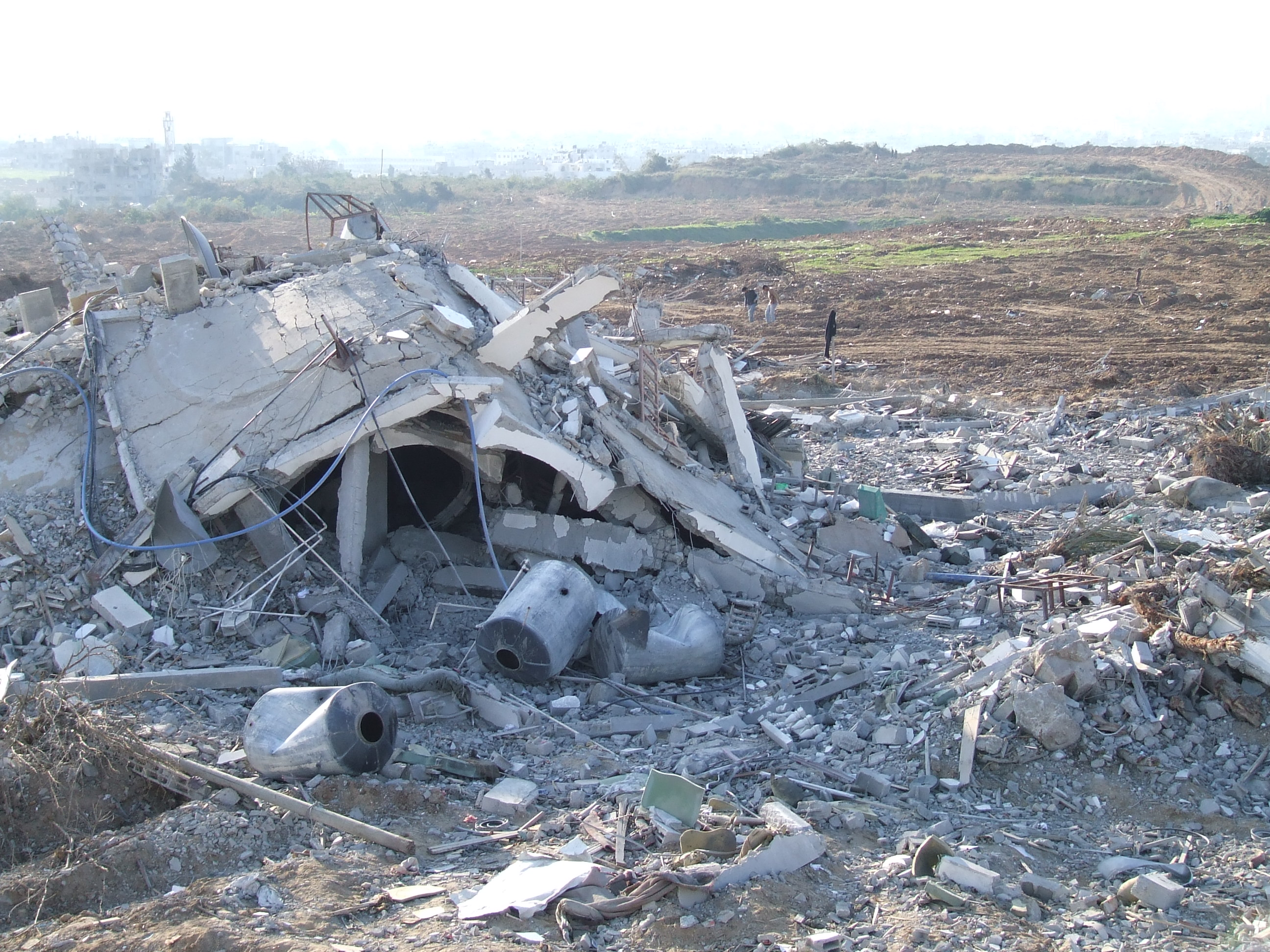
Bombardeos israelíes en el campo de refugiados de Jabalia

Ya en 2008, el 20 de enero, un adolescente del campamento de Jabalia llamado Mahmoud Nahid Hussein, de 15 años, murió a causa de un cáncer tras habérsele negado el permiso para abandonar la Franja en busca de tratamiento médico. El 27 de febrero, mientras observaba una zona de lanzamiento de cohetes abandonada, un helicóptero israelí mató a Bilal Kamel Fakhri Hijazi, de 14 años, y Muhammad Khalil Suleiman Hamada, de 13. Un misil israelí mató a cuatro niños del campamento de Jabalia cuando jugaban a fútbol cerca de su casa. Sucedió el 28 de febrero, se llamaban Omar Hussein Muhammad Dardunah, Muhammad Naim Mahmoud Hamuda, Dardunah Deeb Khalil Dardunah y Ali Munir Muhammad Dardunah, y tenían 14, 13, 10 y 6 años, respectivamente. Tres de ellos eran primos.
Tan solo durante el 1 de marzo de 2008, 13 menores del campamento de Jabalia moría por fuego israelí. Una niña de 2 años, Salsabeel Majid Muhammad abu-Jalhoum, moría por un misil israelí cuando jugaba en el patio de su casa. Otra niña de 12 años, Safah Raed Ali Said abu-Saif, recibió disparos israelíes en el abdomen cuando estaba en casa y murió desangrada cuando el ejército israelí prohibió a las ambulancias acceder al lugar donde se encontraba. Iyad Mohammed Husni Rashid abu-Shbak moría de un disparo en el pecho y su hermana Jacqueline de un disparo en la cabeza durante una incursión israelí en el campamento. Tenían 15 y 16 años, respectivamente, y estaban en su casa cuando recibieron el impacto de las balas. Durante esa misma incursión, Muhammad Hani Hussein al-Mabhuh, de 17 años, murió de un disparo en la cabeza mientras estaba en casa, y su padre sufrió también heridas de bala cuando trataba de llevarlo al hospital. Salwa Zaidan Muhammad Ghali Assaliya murió, junto con su hermano mayor, por el impacto de un misil israelí en su casa. Abdullah Abdul-Karim Mahmoud abu-Shaira, de 17 años, Abdul-Raouf Abdul-Karim Mahmoud Odeh, de 16 años, y Nael Zuhair Shukri abu-Oun, de 12 años, murieron por el impacto de un misil israelí en la calle en la que estaban con otros amigos. Siete menores más murieron por un misil israelí cuando se agolpaban cerca de los cadáveres y los coches calcinados de unos milicianos palestinos. Se llamaban Khaled Munther Abdul-Qader Rayan (17 años), Ahmad Ziad Abdul-Qader Rayan (17 años), Ismail Arafat Mustafa abu-Sultan (17 años), Abdul-Karim Husseini Abdul-Latif al-Haw (14 años); los otros tres eran de Gaza, Beit Lahia y Jabalia. Por último, Muhammad Fuad Khalil Hijazi, de 16 años, murió por disparos de un tanque israelí durante una incursión. El 20 de mayo de 2008, Majid Ziad Muhammad Okal, de 16 años, murió por el impacto de un misil israelí cuando caminaba cerca de una zona de lanzamiento de misiles en Jabalia.
Durante la Guerra de Gaza de 2008-2009, cinco hermanas de una familia residente en el campamento de refugiados de Jabalia murieron a causa de un bombardeo de la aviación israelí. El 28 de diciembre de 2008, las hermanas Samar (6 años), Dina (7 años), Jawaher (8 años), Ikram (14 años) y Tahrir (17 años) Anwar Khalil Balousha murieron cuando su casa, muy cercana a la mezquita Imad Aqil, fue alcanzada por un misil de un avión israelí. Un día después, el ejército israelí mataba a Mahmoud Nabil Deeb Ghabayen, de 13 años, y a Muhammad Basil Mahmoud Madi, de 17 años, cerca de la redonda de Zemu al norte de la Franja. El 31 de diciembre de 2008, un helicóptero israelí mató a Tariq Yasir Muhammad Afana, de 16 años, durante un intento de asesinato selectivo. El 6 de enero de 2009, el ejército israelí bombardeó la escuela Al-Fakhura en el campamento de refugiados de Jabalia, matando entre 30 y 40 personas según la ONU y varias ONG en el terreno, o nueve militantes de Hamás y tres civiles según el ejército israelí. Portavoces israelíes afirmaron que el ataque fue en respuesta a fuego enemigo que creían que provenía de la escuela. Una investigación de la ONU reveló que no había habido fuego proveniente de la escuela y que ésta no se utilizaba como almacén de explosivos.

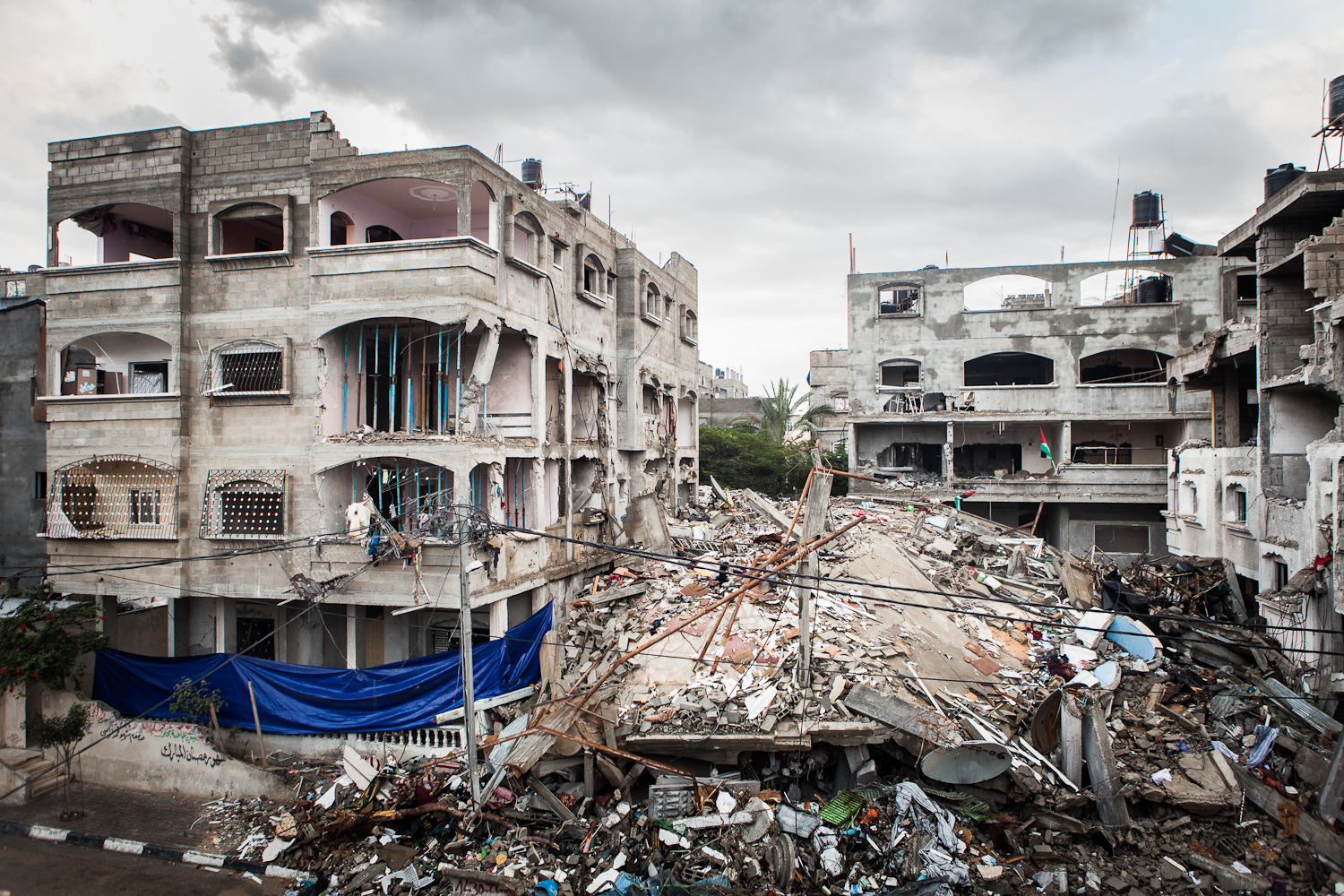
Casa destrozada tras la Guerra de Gaza de 2014

En 2013, una fotografía del entierro de dos niños y de su padre, fallecidos por un ataque israelí que también hirió a la madre y a la hermana de los niños, fue tomada en el campamento de refugiados de Jabalia por el fotógrafo sueco Paul Hansen. La fotografía ganó el prestigioso premio World Press Photo de 2013.
Durante el conflicto entre la Franja de Gaza e Israel de 2014, la artillería de Israel alcanzó una escuela de las Naciones Unidas (UNWRA) en el campamento de Jabalia, matando al menos 15 palestinos que se refugiaban allí. Un portavoz de la ONU declaró: "Anoche fueron asesinados niños mientras dormían junto a sus padres en el suelo de un aula en un refugio de la ONU en Gaza. Los niños murieron mientras dormían; esto es una afrenta para todos nosotros, un motivo de vergüenza universal". UNRWA aseguró que había comunicado hasta en 17 ocasiones a las autoridades israelíes tanto la ubicación de la escuela como el hecho de que en ella se alojaban miles de desplazados. En un bombardeo distinto, un misil israelí destruyó la mezquita de Omar, con base del siglo VII y añadidos del XIV.
El 23 de noviembre de 2014, Fadil Muhammad Halawah, un palestino de 32 años, fue abatido por soldados israelíes al acercarse demasiado al muro que separa la Franja de Gaza de Israel.

### Guerra de Gaza de 2023-25
Durante la guerra de Gaza, el campamento de Jabalia fue sistemáticamente bombardeado y demolido por las tropas israelíes en tres fases diferenciadas.

#### De octubre de 2023 a enero de 2024
El 9 de octubre de 2023, un ataque aéreo llevado a cabo por la Fuerza Aérea de Israel mató a más de 50 personas, incluidos niños, y 120 resultaron heridas, muchas de ellas en estado crítico. El 31 de octubre las FDI lanzaron un ataque aéreo contra un bloque de apartamentos en una zona residencial del campo, matando e hiriendo a cientos de personas. El director del cercano hospital indonesio dijo que al menos cincuenta personas habían muerto, pero se teme que la cifra pueda ser mucho más alta debido a que hay muchas personas atrapadas entre los escombros. Israel ha confirmado la autoría del ataque, afirmando que tenía como objetivo un alto comandante de Hamás. Según un comunicado del Ministerio de Salud de Gaza «Más de 50 mártires y alrededor de 150 heridos y decenas bajo los escombros, en una atroz masacre israelí que tuvo como objetivo una gran zona de viviendas en el campamento de Jabalia, en el norte de la Franja [de Gaza]».
Menos de un día después del primer ataque aéreo que mató al menos a 50 personas, el campo de Jabalia fue bombardeado nuevamente, causando numerosos muertos y heridos, según un portavoz del gobierno de Gaza.
El 2 de noviembre las FDI lanzaron un nuevo ataque aéreo contra el campamento de refugiados de Jabalia, que en esta ocasión habría alcanzado una escuela de la Agencia de Naciones Unidas para los Refugiados de Palestina en Oriente Próximo (UNRWA) donde han muerto alrededor de 30 personas y decenas han resultado heridas. El Ejército de Israel aún no se ha pronunciado sobre este ataque, el tercero en otros tantos días en Jabalia.
El 8 de noviembre, las tropas israelíes entraron en el campamento. Diez días después, Israel bombardeó nuevamente la escuela Al-Fakhoora, gestionada por la UNRWA, la escuela está situada en Jabalia. Según el Ministerio de Salud palestino al menos 50 personas habrían muerto en el ataque. En la escuela se refugiaban cientos de personas que se habían visto obligados a abandonar sus hogares por los bombardeos israelíes. Según informó el corresponsal de Al Jazeera, Tareq Abou Azzoum: «Hay cadáveres por todas partes y los equipos médicos están tratando de evacuar a los heridos». El 12 de diciembre, el ministro de Defensa israelí, Yoav Galant, declaró finalizada la ofensiva contra Jan Yunis, y a finales de enero las tropas israelíes se retiraron del campamento.

#### Mayo de 2024
El 11 de mayo, el ejército israelí admitió que Hamás había logrado recuperar su capacidad operativa en el campamento y decretó la expulsión de la población civil del mismo. Dos días después comenzó una invasión a gran escala. Tras tres semanas de combate, las tropas comenzaron otra vez a retirarse afirmando que Hamás había sido completamente derrotado. Para aquel entonces, el 70% de los edificios del campamento habían sufrido graves daños por los ataques israelíes. El barrio de Fakhoura fue uno de los más afectados.

#### De octubre de 2024 a la actualidad

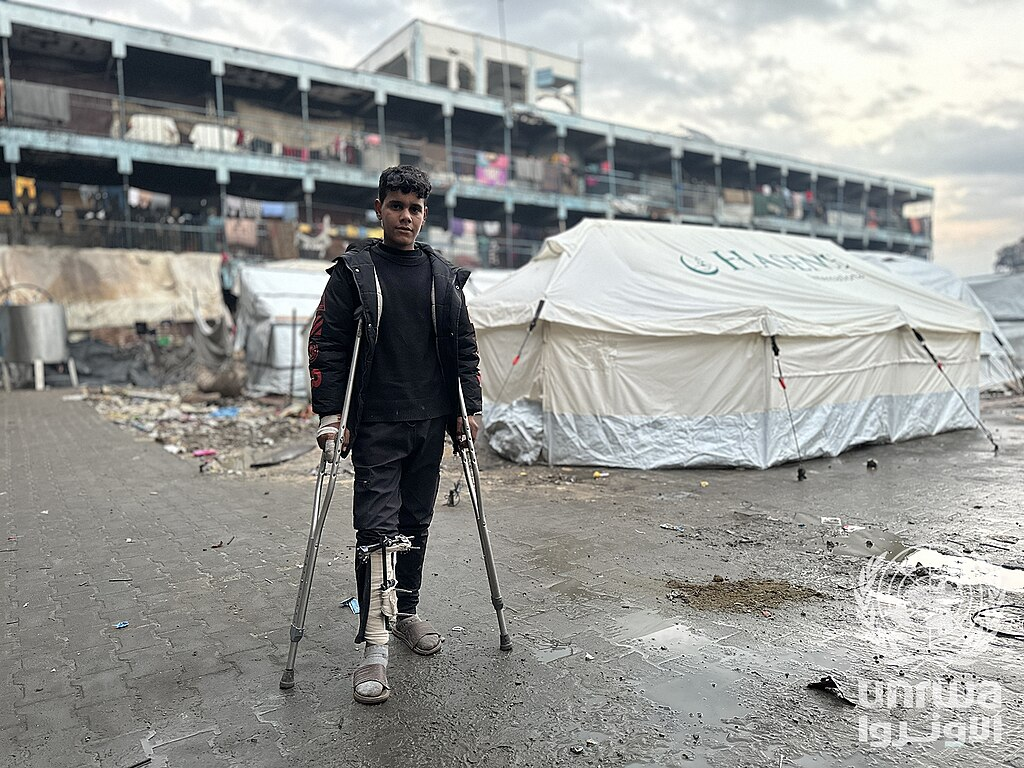
Yamen resultó herido en una pierna durante su sexto desplazamiento en el campo de refugiados de Jabalia, y se vio obligado a huir mientras estaba herido.

La tercera y más destructiva fase en la destrucción del campamento comenzó el 5 de octubre de 2024. Durante esta tercera ofensiva, que también afectó a la vecina ciudad de Jabalia y que coincidió con la implementación del plan de los generales, las tropas israelíes comenzaron a demoler deliberadamente los edificios del campamento con buldóceres o con cargas explosivas. Barrios enteros han sido demolidos de esta manera, incluido el bloque 4, que contiene la mayor parte de las escuelas del campamento. El campo de fútbol fue arrasado también y se convirtió en un aparcamiento de vehículos militares. Una investigación de Human Rights Watch determinó que Israel estaba siguiendo una política de tierra quemada en la que se iban arrasando las ciudades del norte de la Franja para crear en ellas zonas de tránsito militar y áreas colchón.

## Economía
El desempleo ha crecido exponencialmente desde que Israel impuso su bloqueo sobre la Franja de Gaza y una enorme parte de la población del campamento de Jabalia depende de la ayuda alimentaria y monetaria que les proporciona UNRWA. También hay problemas relacionados con la higiene básica, ya que hasta un 90%del agua en la zona no es apta para el consumo humano. Jabalia es el campamento de refugiados más cercano al paso fronterizo de Erez, que conecta la Franja de Gaza con Israel. Según la Oficinade la ONU para la Coordinación de Asuntos Humanitarios (OCHA), antes de la Segunda Intifada, más de 21.000 palestinos cruzaban el paso de Erez cada día para ir a trabajar. Desde el 12 de junio de 2007, el paso fronterizo de Erez está cerrado al tránstito peatonal y tan solo se permiten muy limitadas excepciones por asuntos de negocios o médicos. Un total de 17.818 familias (89.154 personas) reciben ayuda alimentaria por parte de UNRWA. Unas 3.900 familias están catalogadas como de "especial necesidad", y la situación de otras 1.387 familias se considera "paupérrima". 

## Infraestructuras
Según los datos de UNRWA, encargada de proveer de servicios al campamento, hay actualmente 20 recintos escolares funcionando a doble turno, lo que supone un total de 40 escuelas. También hay un centro de distribución de comida, un centro de salud que incluye asistencia ambulatoria, dental, materno-infantil y planificación familiar, así como un laboratorio y una farmacia, y un centro social con un Programa de la Mujer. UNRWA también gestiona un programa de microcréditos para pequeños empresarios locales y el servicio de gestión de residuos. 

## Personas notables
- Izzeldin Abuelaish, médico.
- Mahmoud al-Mabhouh, comandante de Hamás